# Надирова Тетяна Павлівна
Тетяна Павлівна Надирова (до шлюбу — Захарова; нар. 29 січня 1951, сел. Христинівка, Черкаська область, Українська РСР) — українська радянська баскетболістка. Заслужений майстер спорту СРСР (1976).

## Біографія
Всі роки своєї кар'єри (1972-1983) Тетяна Надирова виступала у «Спартаку» (Московська область). Вона сама приїхала до команди. За словами її тренера Давида Берліна, баскетбольної школи у неї ніякої не було. Але вона відрізнялася сміливістю, рідкісною наполегливістю та відмінним здоров'ям. Три роки наполегливо працювала на тренуваннях і змогла домогтися визнання. Закінчила Московський технологічний інститут у 1976 році та отримала спеціальність «інженер-економіст».

## Досягнення
- Чемпіонка Олімпіади 1976, 1980
- Чемпіонка світу 1975
- Чемпіонка СРСР 1978
- Срібний призер чемпіонатів СРСР 1976, 1979, 1980, 1981
- Бронзовий призер чемпіонатів СРСР 1975
- Срібний призер VI (1975) та бронзовий — VII (1979) Спартакіад народів СРСР
- Володарка Кубка СРСР 1973
- Володарка Кубка Ліліан Ронкетти 1977, 1981
- Нагороджена орденом Дружби народів та медаллю «За трудовое отличие»

## Джерело
- Генкин, Зиновий Аронович. Баскетбол: Справочник / Авт.-сост. З. А. Генкин, Е. Р. Яхонтов. — М.: Физкультура и спорт, 1983. — 224 с. (рос.)